# 十和田觀光電鐵線
十和田觀光電鐵線（日语：／ Towada kankō dentetsu sen */?）是十和田觀光電鐵擁有的鐵路之一。路線連接青森縣三澤市的三澤站至十和田市十和田市站。該線於2012年（平成24年）4月1日廢除。

## 概要
這條路線從大曲站開始沿稻生川興建，連接十和田市站。在建設鐵路時，三本木開墾株式會社提供了路軌用地以建設路基。
車站方面，除了十和田市站和三澤站以外都是無人車站，所有無人車站只有月台。所有列車都是一人控制。在無人車站乘車時，與乘坐日本一般巴士路線—樣，乘車時領取整理券，下車時提交整理券和支付車費即可。在十和田市站、三澤站乘車時，先於站內購入車票，然後進行通過檢票口。在兩站下車時，把車票交給檢票口或支付車票。無人車站收集車票的地方是第一卡車廂的最前方的車門出口處，乘客把車票放入車費箱便可。因此，除了繁忙時期、十和田市站或三澤站外，列車只會開啟前進方向的最前面之車門（但是，當繁忙時把所有車門打開時，除了定期票乘客外，其他乘客都必須於最前車門上下車）。
在柳澤站至七百站之間，路線與東北新幹線立體相交，當中此路線位於地面，東北新幹線位於隧道內，相交處沒有設站。
在1970年（昭和45年）度，一年總乘車人次為165萬人，成為整個鐵路最多人使用的年度，後來客量開始減少。在2010年（平成22年）12月4日，東北新幹線七戶十和田站啟用，加上前往十和田湖周邊的觀光客也減少，使該年度的總乘車人次只有46萬人。在2011年（平成23年）3月11日受到東日本大震災影響，公司用作補貼鐵路事業的酒店和巴士事業的收入也減少，公司向沿線的三澤市、六戶町和十和田市提出請求，於之後10年之間提供約5億日圓的資金援助。自治體方面在10月上旬由於「無法期待經營能夠改善」而拒絕有關請求。因此在10月7日，十和田觀光電鐵的臨時董事會決定於2012年（平成24年）3月尾廢除，把鐵路服務轉為巴士服務。在10月11日，於十和田觀光鐵道活性化協議會的臨時總會發表有關決定。
在2012年1月24日，十和田觀光電鐵向國土交通省（東北運輸局）提交廢線通知（於2013年1月31日廢線），同時通知於4月後十和田市站需要暫停營運。原因是盈利能力惡化和難以取得成本以翻新設備。東北運輸局在同年2月20日向當地2市1町聽取意見後，判定於2012年4月1日廢除路線也沒有問題。
因此，十和田觀光電鐵撤回了暫停營運通知，變為把廢除日改於2012年4月1日。在廢除日的前日3月31日為最後營業日子。4月1日起，該公司開設了鐵路替代巴士「十和田三澤線」（三高正門前 - 十和田中央 - 三澤站 - 三澤高校前）（參見「鐵路廢除後的替代巴士」一節））。

### 路線數據
- 路線距離（營業距離）：14.7公里
- 軌距：1067毫米
- 車站數目：11個（包括起終點站）
- 雙線區間：沒有（全線單線）
- 電氣化區間：全線（直流1500V）
- 閉塞方式：自動閉塞式

## 運行形態
在2011年5月21日時間表修正後。平日每日設有17個往返班次，星期六及假日設有12個往返班次。所有旅客列車班次行走於三澤至十和田市之間，行走整個區間以及各站停車。沒有從中途站到發的列車與優等列車。

### 廢除前的狀況
在2012年3月17日以後的星期六與假日中，由於預計因鐵路廢除而增加的客量，便增加了3個往返班次的臨時列車。
在最後營業一天的2012年3月31日，設有臨時時間表。當日設有15個往返班次，另外還有1班從十和田市出發前往三澤的各站停車班次。沒有中途站到發的列車。最後一對往返班次列車於十和田市從晚上7時55分出發，三澤於晚上8時26分到發。回程班次方面，三澤從晚上8時30分出發，十和田市於晚上9時01分到達。
另外，也開設了「鐵道營業最終列車」之列車。乘坐該列車除了車票外，還需要持有事前分發的「乘車整理券」。該列車在三澤從晚上9時出發，十和田市於晚上9時31分到達，中途不停站。因此包括該列車在內，共有16個往返班次。

## 使用狀況

### 運輸業績
以下為十和田觀光電鐵線的運輸業績。在1970年代以後，運輸量一直有減少的傾向。在列表中，最高値會使用紅色，在最高値記錄年度以後的最低値使用青色、在最高値記錄年度以前的最低値使用綠色作標記。
| 不同年度的運輸業績 | 不同年度的運輸業績         | 不同年度的運輸業績         | 不同年度的運輸業績         | 不同年度的運輸業績         | 不同年度的運輸業績         | 不同年度的運輸業績 | 不同年度的運輸業績 | 不同年度的運輸業績              |
| 年 度              | 運輸業績（乘車人次）：萬人 | 運輸業績（乘車人次）：萬人 | 運輸業績（乘車人次）：萬人 | 運輸業績（乘車人次）：萬人 | 運輸業績（乘車人次）：萬人 | 運輸密度 人/日     | 貨物運送量 萬公噸  | 特 別 事 情                     |
| ------------------ | -------------------------- | -------------------------- | -------------------------- | -------------------------- | -------------------------- | ------------------ | ------------------ | ------------------------------- |
| 年 度              | 通勤定期                   | 通學定期                   | 通勤通學 定期合計          | 非 定 期                   | 合 計                      | 運輸密度 人/日     | 貨物運送量 萬公噸  | 特 別 事 情                     |
| 1967年（昭和42年） | 19.1                       | 47.8                       | 66.9                       | 60.4                       | 127.3                      | 2,413              | 8.6                |                                 |
| 1968年（昭和43年） | 16.0                       | 45.6                       | 61.6                       | 53.3                       | 114.9                      | 2,522              | 6.9                |                                 |
| 1969年（昭和44年） | 18.5                       | 64.1                       | 82.6                       | 69.6                       | 152.2                      | 2,668              | 8.0                |                                 |
| 1970年（昭和45年） | 18.6                       | 77.7                       | 96.3                       | 69.1                       | 165.4                      | 2,758              | 7.2                | 旅客運送量最高的年度            |
| 1971年（昭和46年） | 16.2                       | 73.9                       | 90.1                       | 67.5                       | 157.6                      | 2,614              | 9.7                |                                 |
| 1972年（昭和47年） | 14.2                       | 73.9                       | 88.1                       | 64.6                       | 152.7                      | 2,534              | 9.3                |                                 |
| 1973年（昭和48年） | 12.1                       | 69.7                       | 81.8                       | 65.5                       | 147.3                      | 2,469              | 9.4                |                                 |
| 1974年（昭和49年） | 11.8                       | 75.2                       | 87.0                       | 66.3                       | 153.3                      | 2,573              | 10.7               |                                 |
| 1975年（昭和50年） | 10.6                       | 70.5                       | 81.1                       | 65.4                       | 146.5                      | 2,495              | 9.8                |                                 |
| 1976年（昭和51年） | 10.3                       | 69.9                       | 80.2                       | 62.7                       | 142.9                      | 2,409              | 9.7                |                                 |
| 1977年（昭和52年） | 9.0                        | 65.1                       | 74.2                       | 61.1                       | 135.3                      | 2,287              | 9.2                |                                 |
| 1978年（昭和53年） | 8.8                        | 64.1                       | 72.9                       | 57.5                       | 130.5                      | 2,237              | 8.9                |                                 |
| 1979年（昭和54年） | 6.5                        | 66.3                       | 72.9                       | 56.4                       | 129.3                      | 2,232              | 8.9                |                                 |
| 1980年（昭和55年） | 5.8                        | 68.1                       | 74.1                       | 52.5                       | 126.5                      | 2,241              | 7.9                |                                 |
| 1981年（昭和56年） | 5.3                        | 67.4                       | 72.8                       | 50.1                       | 122.9                      | 2,215              | 6.6                |                                 |
| 1982年（昭和57年） | 5.2                        | 62.7                       | 67.9                       | 47.5                       | 115.4                      | 2,131              | 5.9                |                                 |
| 1983年（昭和58年） | 5.0                        | 57.1                       | 62.1                       | 45.4                       | 107.5                      | 1,961              | 4.8                |                                 |
| 1984年（昭和59年） | 4.5                        | 60.3                       | 64.8                       | 41.9                       | 106.8                      | 1,961              | 4.1                | 北里大學前站啟用                |
| 1985年（昭和60年） | 3.6                        | 64.1                       | 67.7                       | 39.9                       | 107.6                      | 1,989              | 2.9                | 東野團地 - 十和田市 縮短0.3公里 |
| 1986年（昭和61年） | 3.4                        | 64.2                       | 67.6                       | 38.7                       | 106.3                      | 2,016              | 1.1                | 結束貨物業務                    |
| 1987年（昭和62年） | 2.7                        | 61.7                       | 64.4                       | 38.9                       | 103.3                      | 1,970              | 0.0                |                                 |
| 1988年（昭和63年） | 2.4                        | 62.9                       | 65.3                       | 37.8                       | 103.1                      | 1,997              | 0.0                |                                 |
| 1989年（平成元年） | 2.2                        | 60.4                       | 62.6                       | 35.5                       | 98.1                       | 1,892              | 0.0                |                                 |
| 1990年（平成2年）  | 2.3                        | 58.8                       | 61.1                       | 35.5                       | 96.6                       | 1,880              | 0.0                |                                 |
| 1991年（平成3年）  | 2.2                        | 59.1                       | 61.3                       | 35.4                       | 96.7                       | 1,899              | 0.0                |                                 |
| 1992年（平成4年）  | 2.2                        | 55.8                       | 58.0                       | 35.4                       | 93.4                       | 1,874              | 0.0                |                                 |
| 1993年（平成5年）  | 2.0                        | 58.1                       | 60.1                       | 35.2                       | 95.3                       | 1,905              | 0.0                |                                 |
| 1994年（平成6年）  | 1.8                        | 56.6                       | 58.4                       | 34.0                       | 92.4                       | 1,826              | 0.0                |                                 |
| 1995年（平成7年）  | 1.5                        | 56.3                       | 57.8                       | 32.1                       | 89.9                       | 1,765              | 0.0                | 開始一人控制                    |
| 1996年（平成8年）  | 1.6                        | 54.9                       | 56.5                       | 30.5                       | 87.0                       | 1,687              | 0.0                |                                 |
| 1997年（平成9年）  | 1.3                        | 51.2                       | 52.5                       | 28.5                       | 81.0                       | 1,541              | 0.0                |                                 |
| 1998年（平成10年） | 1.5                        | 48.9                       | 50.4                       | 26.7                       | 77.1                       | 1,505              | 0.0                |                                 |
| 1999年（平成11年） | 1.3                        | 47.6                       | 48.9                       | 25.5                       | 74.4                       | 1,477              | 0.0                |                                 |
| 2000年（平成12年） | 1.2                        | 46.7                       | 47.9                       | 25.1                       | 73.0                       | 1,484              | 0.0                |                                 |
| 2001年（平成13年） | 1.0                        | 45.4                       | 46.4                       | 23.6                       | 70.0                       | 1,443              | 0.0                |                                 |
| 2002年（平成14年） | 1.3                        | 45.0                       | 46.3                       | 22.7                       | 69.0                       | 1,423              | 0.0                | 不再與JR東日本運行旅客聯絡運輸  |
| 2003年（平成15年） | 1.3                        | 39.5                       | 40.8                       | 21.6                       | 62.4                       | 1,306              | 0.0                |                                 |
| 2004年（平成16年） | 1.0                        | 35.2                       | 36.2                       | 19.9                       | 56.1                       | 1,194              | 0.0                |                                 |
| 2005年（平成17年） | 1.2                        | 33.5                       | 34.7                       | 19.7                       | 54.4                       | 1,159              | 0.0                |                                 |
| 2006年（平成18年） | 1.1                        | 34.0                       | 35.1                       | 18.7                       | 53.8                       | 1,148              | 0.0                |                                 |
| 2007年（平成19年） | 1.1                        | 33.2                       | 34.3                       | 17.9                       | 52.2                       | 1,132              | 0.0                |                                 |
| 2008年（平成20年） | 0.9                        | 35.6                       | 36.5                       | 17.5                       | 54.0                       | 1,177              | 0.0                |                                 |
| 2009年（平成21年） | 0.9                        | 31.0                       | 31.9                       | 16.4                       | 48.3                       | 1,050              | 0.0                |                                 |
| 2010年（平成22年） |                            |                            | 30.8                       | 15.1                       | 45.9                       | 986                | 0.0                |                                 |

參考自鐵道統計年報（國土交通省鐵道局監修）

### 收支業績
以下為十和田觀光電鐵線的收支業積。在列表中，最高値會使用紅色，在最高値記錄年度以後的最低値使用青色、在最高値記錄年度以前的最低値使用綠色作標記。
| 不同年度的收支業績 | 不同年度的收支業績   | 不同年度的收支業績   | 不同年度的收支業績   | 不同年度的收支業績   | 不同年度的收支業績   | 不同年度的收支業績   | 不同年度的收支業績 | 不同年度的收支業績  | 不同年度的收支業績 | 不同年度的收支業績 | 不同年度的收支業績 | 不同年度的收支業績 |
| 年 度              | 旅客車費收入：千日圓 | 旅客車費收入：千日圓 | 旅客車費收入：千日圓 | 旅客車費收入：千日圓 | 旅客車費收入：千日圓 | 旅客車費收入：千日圓 | 貨運收入 千日圓    | 運輸雜項收入 千日圓 | 營業收入 千日圓    | 營業支出 千日圓    | 營業損益 千日圓    | 營業 係數          |
| ------------------ | -------------------- | -------------------- | -------------------- | -------------------- | -------------------- | -------------------- | ------------------ | ------------------- | ------------------ | ------------------ | ------------------ | ------------------ |
| 年 度              | 通勤定期             | 通學定期             | 通勤通學 定期合計    | 非 定 期             | 手提小行李           | 合 計                | 貨運收入 千日圓    | 運輸雜項收入 千日圓 | 營業收入 千日圓    | 營業支出 千日圓    | 營業損益 千日圓    | 營業 係數          |
| 1975年（昭和50年） |                      |                      | 38,257               | 80,056               | 10,633               | 128,946              | 48,266             | 4,423               | 181,635            |                    |                    |                    |
| 1976年（昭和51年） |                      |                      | 41,450               | 88,681               | 13,106               | 143,237              | 56,315             | 5,624               | 205,176            |                    |                    |                    |
| 1977年（昭和52年） |                      |                      | 44,772               | 95,644               | 14,422               | 154,838              | 70,184             | 7,686               | 232,710            |                    |                    |                    |
| 1978年（昭和53年） |                      |                      | 48,884               | 99,406               | 13,456               | 161,747              | 74,224             | 8,149               | 244,121            |                    |                    |                    |
| 1979年（昭和54年） |                      |                      | 56,371               | 108,955              | 12,050               | 177,376              | 73,597             | 4,994               | 255,969            |                    |                    |                    |
| 1980年（昭和55年） |                      |                      | 62,067               | 110,427              | 10,454               | 182,948              | 77,535             | 6,985               | 267,469            |                    |                    |                    |
| 1981年（昭和56年） |                      |                      | 70,437               | 118,471              | 9,295                | 198,173              | 72,450             | 4,568               | 275,221            |                    |                    |                    |
| 1982年（昭和57年） |                      |                      | 70,608               | 117,629              | 6,967                | 195,204              | 64,972             | 6,820               | 266,996            |                    |                    |                    |
| 1983年（昭和58年） |                      |                      | 68,425               | 119,196              | 4,077                | 191,697              | 52,392             | 8,049               | 252,139            |                    |                    |                    |
| 1984年（昭和59年） |                      |                      | 74,687               | 114,427              | 1,950                | 191,064              | 43,228             | 8,999               | 243,291            |                    |                    |                    |
| 1985年（昭和60年） |                      |                      | 85,914               | 117,074              | 658                  | 203,646              | 32,571             | 5,112               | 241,329            |                    |                    |                    |
| 1986年（昭和61年） |                      |                      | 93,707               | 116,800              | 0                    | 210,507              | 13,226             | 4,804               | 228,537            |                    |                    |                    |
| 1987年（昭和62年） | 6,198                | 92,296               | 98,494               | 125,026              | 0                    | 223,520              | 0                  | 4,323               | 227,843            |                    |                    |                    |
| 1988年（昭和63年） | 5,725                | 97,070               | 102,795              | 124,651              | 0                    | 227,446              | 0                  | 8,142               | 235,588            |                    |                    |                    |
| 1989年（平成元年） | 5,270                | 96,948               | 102,218              | 119,758              | 0                    | 221,976              | 0                  | 5,741               | 227,717            |                    |                    |                    |
| 1990年（平成2年）  | 5,078                | 96,016               | 101,094              | 120,068              | 0                    | 221,162              | 0                  | 5,870               | 227,032            |                    |                    |                    |
| 1991年（平成3年）  | 4,885                | 97,703               | 102,588              | 119,360              | 0                    | 221,948              | 0                  | 12,972              | 234,920            |                    |                    |                    |
| 1992年（平成4年）  | 5,141                | 94,375               | 99,516               | 120,120              | 0                    | 219,636              | 0                  | 6,950               | 226,586            |                    |                    |                    |
| 1993年（平成5年）  | 4,573                | 99,148               | 103,721              | 121,900              | 0                    | 225,621              | 0                  | 19,622              | 245,243            |                    |                    |                    |
| 1994年（平成6年）  | 4,092                | 98,734               | 102,826              | 121,174              | 0                    | 224,000              | 0                  | 5,734               | 229,734            |                    |                    |                    |
| 1995年（平成7年）  | 3,537                | 97,266               | 100,803              | 114,192              | 0                    | 214,995              | 0                  | 15,730              | 230,725            |                    |                    |                    |
| 1996年（平成8年）  | 3,360                | 90,870               | 94,230               | 109,374              | 0                    | 203,604              | 0                  | 5,921               | 209,525            |                    |                    |                    |
| 1997年（平成9年）  | 2,954                | 83,869               | 86,823               | 99,798               | 0                    | 186,621              | 0                  | 7,753               | 194,374            |                    |                    |                    |
| 1998年（平成10年） | 3,272                | 82,540               | 85,812               | 93,229               | 0                    | 179,041              | 0                  | 7,459               | 186,500            |                    |                    |                    |
| 1999年（平成11年） | 2,891                | 82,741               | 85,632               | 89,225               | 0                    | 174,857              | 0                  | 6,121               | 179,978            |                    |                    |                    |
| 2000年（平成12年） | 2,437                | 82,686               | 85,123               | 91,030               | 0                    | 176,153              | 0                  | 7,788               | 183,941            |                    |                    |                    |
| 2001年（平成13年） | 2,195                | 80,725               | 82,920               | 87,082               | 0                    | 170,002              | 0                  | 4,038               | 174,040            |                    |                    |                    |
| 2002年（平成14年） | 2,633                | 80,287               | 82,920               | 84,191               | 0                    | 167,111              | 0                  | 6,146               | 173,257            |                    |                    |                    |
| 2003年（平成15年） | 2,649                | 72,879               | 75,528               | 75,793               | 0                    | 151,321              | 0                  | 4,223               | 155,544            |                    |                    |                    |
| 2004年（平成16年） | 2,203                | 66,252               | 68,455               | 71,199               | 0                    | 139,654              | 0                  | 6,086               | 145,740            |                    |                    |                    |
| 2005年（平成17年） | 4,406                | 61,557               | 65,963               | 69,924               | 0                    | 135,887              | 0                  | 6,567               | 142,454            |                    |                    |                    |
| 2006年（平成18年） | 2,509                | 64,582               | 67,091               | 65,299               | 0                    | 132,390              | 0                  | 4,805               | 137,195            | 151,746            | △14,551            | 110.6              |
| 2007年（平成19年） | 2,132                | 64,261               | 66,393               | 64,105               | 0                    | 130,498              | 0                  | 4,610               | 135,108            | 244,608            | △109,500           | 181.0              |
| 2008年（平成20年） | 1,817                | 68,596               | 70,413               | 64,737               | 0                    | 135,150              | 0                  | 4,003               | 139,153            | 180,570            | △41,417            | 129.8              |
| 2009年（平成21年） | 1,962                | 59,566               | 61,528               | 60,004               | 0                    | 121,532              | 0                  | 4,312               | 125,844            | 182,038            | △56,194            | 144.7              |
| 2010年（平成22年） |                      |                      |                      |                      | 0                    | 113,253              | 0                  | 4,479               | 117,732            |                    |                    |                    |

參考自鐵道統計年報（國土交通省鐵道局監修）

### 戰前的運輸與收支業績
| 不同年度的業績 | 不同年度的業績 | 不同年度的業績 | 不同年度的業績   | 不同年度的業績   | 不同年度的業績   | 不同年度的業績    | 不同年度的業績              | 不同年度的業績   |
| 年度           | 運輸人次（人） | 貨運量（公噸） | 營業收入（日圓） | 營業支出（日圓） | 營業利潤（日圓） | 其他利潤（日圓）  | 其他支出（日圓）            | 支付利息（日圓） |
| -------------- | -------------- | -------------- | ---------------- | ---------------- | ---------------- | ----------------- | --------------------------- | ---------------- |
| 1922           | 22,920         | 3,096          | 16,335           | 11,874           | 4,461            |                   |                             |                  |
| 1923           | 83,484         | 15,296         | 63,086           | 38,843           | 24,243           |                   | 12,531                      | 10,925           |
| 1924           | 89,105         | 22,818         | 78,037           | 46,452           | 31,585           |                   | 折舊4,700                   | 10,829           |
| 1925           | 91,761         | 22,998         | 80,850           | 48,443           | 32,407           |                   | 折舊5,500                   | 7,015            |
| 1926           | 83,226         | 20,701         | 73,925           | 45,257           | 28,668           |                   | 折舊2,500 汽車與雜項損失473 | 7,190            |
| 1927           | 77,130         | 22,018         | 71,527           | 46,023           | 25,504           |                   | 折舊1,500                   | 7,058            |
| 1928           | 72,728         | 20,728         | 69,834           | 44,058           | 25,776           |                   | 折舊1,000                   | 5,621            |
| 1929           | 55,946         | 18,732         | 58,538           | 41,908           | 16,630           |                   | 汽車業與其他10,222          | 5,146            |
| 1930           | 48,401         | 16,123         | 48,901           | 35,701           | 13,200           | 運送業56          | 折舊7,499                   | 4,997            |
| 1931           | 40,357         | 14,633         | 44,907           | 31,952           | 12,955           | 汽車運送業1,969   | 折舊6,800                   | 5,286            |
| 1932           | 33,515         | 21,159         | 38,251           | 30,349           | 7,902            | 汽車和運送業9,463 | 折舊4,000                   | 4,483            |
| 1933           | 52,141         | 20,001         | 40,636           | 33,086           | 7,550            | 汽車和運送業7,270 | 折舊4,500                   | 3,411            |
| 1934           | 66,899         | 23,193         | 54,368           | 39,421           | 14,947           | 汽車業6,222       | 折舊8,500                   | 3,002            |
| 1935           | 63,811         | 20,510         | 48,203           | 39,610           | 8,593            | 汽車業與其他7,148 | 折舊25,500                  | 3,080            |
| 1936           | 79,294         | 23,413         | 57,724           | 42,222           | 15,502           | 汽車業與其他4,621 | 折舊5,000                   | 3,557            |
| 1937           | 112,412        | 24,108         | 67,823           | 41,573           | 26,250           | 汽車運送業1,137   | 汽車業6,399 雜項折舊10,176  | 1,021            |
|                |                |                |                  |                  |                  |                   |                             |                  |
| 1945           | 721,836        | 38,924         |                  |                  |                  |                   |                             |                  |

參考自鐵道省鐵道統計資料、鐵道統計資料、鐵道統計、國有鐵道陸運統計各年度版

## 歷史
- 1922年（大正11年）9月5日：十和田鐵道（日语：／）古間木至三本木之間 (14.9公里) 開通[10][11]。設置古間木站、七百站、高清水站和三本木站[10]。
- 1925年（大正14年）10月1日：三本木至七百之間路段延長0.1公里（連接東北本線的古間木站）。
- 1926年（大正15年）8月1日：古間木站遷移約120米[11]。
- 1930年（昭和5年）6月9日：七百站新設列車交會設備。
- 1932年（昭和7年）12月1日：開設柳澤站和澀澤農場前站。
- 1933年（昭和8年）9月11日：高清水至澀澤農場前之間路段縮短0.1公里，澀澤農場前至三本木之間延長0.1公里。
- 1934年（昭和9年）12月1日：開設古里站。
- 1935年（昭和10年）4月1日：設置大曲信號所。
- 1938年（昭和13年）5月24日：大曲信號所升級為大曲站。
- 1951年（昭和26年）
  - 6月20日：全線軌距由762毫米變更為1067毫米。同時電氣化（直流1500V）。路線延長0.2公里。
  - 12月30日：公司名稱改為十和田觀光電鐵[11]。
- 1961年（昭和36年）3月1日：古間木站改名為三澤站[11]。
- 1969年（昭和44年）
  - 5月1日：工業高校前站啟用[11]。
  - 5月15日：三本木站改名為十和田市站[11]。
  - 10月1日：三農校前站啟用[11]。
- 1971年（昭和46年）12月16日：閉塞方式由票券閉塞式改變為單線自動閉塞式。
- 1972年（昭和47年）8月15日：澀澤農場前站改名為東野團地站[11]。
- 1984年（昭和59年）4月1日：北里大學前站啟用[11]。
- 1985年（昭和60年）10月28日：十和田市站居遷移至新站，新站與購物中心共構[11]。東野團地至十和田市之間縮短0.3公里。
- 1986年（昭和61年）11月1日：廢除貨物業務[11]。
- 1995年（平成7年）10月1日：開始一人控制[11]，列車內加設無線設備。
- 2002年（平成14年）
  - 9月22日：7700系電動列車開始投入服務。
  - 10月1日：引入自動列車停止裝置(ATS)。不再與JR東日本聯絡運輸。
  - 11月21日：7200系電動列車開始投入服務。
- 2008年（平成20年）3月1日：（舊）十和田觀光電鐵把業務轉讓給「十鐵」，同時公司名稱改為（新）十和田觀光電鐵[11]。
- 2010年（平成22年）12月4日：實施時間表修正，分開平日和星期六及假日的班次。平日共有18個往返班次，星期六及假日則只有16個。
- 2011年（平成23年）
  - 3月12日：實施時間表修正，平日和星期六及假日再次統一使用同一個時間表，每日設有17個往返班次。
  - 5月21日：實施時間表修正，再次分開平日和星期六及假日的班次。平日共有17個往返班次，星期六及假日則只有12個。
  - 10月7日：臨時董事會決定廢線之方針[2]。11日在發表於2012年3月尾廢線[3]。
- 2012年（平成24年）
  - 1月24日：國土交通省提出把鐵路線在2012年4月1日至2013年1月31日之間預定暫停服務，同時預定於2013年1月31日廢除[4][6]。
  - 3月14日：向國土交通省通知把廢除日提早至2012年4月1日，同時不再設有暫停服務時期[8][9]。
  - 4月1日：全線廢除[11]。開設替代鐵路巴士十和田三澤線。
  - 5月3日（除了活動中行走的車輛外，為5月4日前）：於七百站舉行活動「十鐵電車車輛展示＆車廠公開」。當車輛在場內行走後，進行「饋電停止儀式」，七百變電站停止輸電。使電動列車沒有動力行走[12]。

## 車站列表
所有車站均位於青森縣內。
| 中文站名   | 日文站名 | 英文站名             | 站間營業距離 | 累計營業距離 | 接續路線             | 所在地        |
| ---------- | -------- | -------------------- | ------------ | ------------ | -------------------- | ------------- |
| 三澤       |          | Misawa               | -            | 0.0          | 青森鐵道：青森鐵道線 | 三澤市        |
| 大曲       |          | Omagari              | 2.7          | 2.7          |                      | 上北郡 六戶町 |
| 柳澤       |          | Yanagisawa           | 2.4          | 5.1          |                      | 上北郡 六戶町 |
| 七百       |          | Shichihyaku          | 1.3          | 6.4          |                      | 上北郡 六戶町 |
| 古里       |          | Furusato             | 2.0          | 8.4          |                      | 上北郡 六戶町 |
| 三農校前   |          | Sannoko mae          | 1.5          | 9.9          |                      | 上北郡 六戶町 |
| 高清水     |          | Takashizu            | 0.7          | 10.6         |                      | 十和田市      |
| 北里大學前 |          | Kitasato daigaku mae | 2.1          | 12.7         |                      | 十和田市      |
| 工業高校前 |          | Kogyo kokomae        | 0.6          | 13.3         |                      | 十和田市      |
| 東野團地   |          | Higashino-danchi     | 0.4          | 13.7         |                      | 十和田市      |
| 十和田市   |          | Towadashi            | 1.0          | 14.7         |                      | 十和田市      |

在三澤站至大曲站之間，曾經計劃建設新站「小松丘站」（距離十和田市站12.670公里），以連接該車站附近的住宅區「小松丘新市鎮」。但是，由於預定建設車站的地方距離新市鎮較遠。在新市鎮的交通中，已經設有同公司的巴士車廠（三澤營業所），開設新站的計劃已經推遲，這是由於巴士路線已經滿足當地需求。在2009年10月發行的「第16屆鐵道之日記念 十和田觀光電鐵線全站入場券套裝」中，計劃加入未啟用的小松丘站之入場票。

## 車輛
在十和田觀光電鐵引入7200、7700系以前，車輛型號和編號是分別從1400番台（公司訂購的電動列車，木製車輛）或2400番台（公司訂購的電動列車，鋼製車輛）開始編排，每一個新車增加1000。被轉換車輛的型號是使用之前所屬鐵路公司的型號。電力機車方面，採用了「動輪數」+「自身重量」的「仙鐵式」編排。編排一列電動列車和電力機車的號碼使用最後一個數字順序排列。貨車方面，會按照投入服務時間，以100番台開始編排。
由於沿線上設有三澤基地，因此在1980年代起的車輛方向牌內同時使用羅馬字標記（7200、7700系除外）。這是地方私鐵車輛中，極少有使用羅馬字標記目的地，在同一時期，大手私鐵早已設有羅馬字標記目的地。

### 截至路線廢除時的車輛
截至路線廢除時，線內共有10架電動列車，2架電力機車和2架貨車。在電動列車中，設有MoHa3400形和MoHa3600形，以現時少數使用軸懸式驅動方式的車輛。在2002年結束行走正常班次後，變成了活動專用車輛。

#### 電動列車
7700系（MoHa7700形、KuHa7900形）
MoHa7701-KuHa7901、MoHa7702-KuHa7902、MoHa7703-KuHa7903
轉讓自東京急行電鐵（東急）的7700系，轉讓時已經被改裝。在2002年，3抽2卡編成（モハ7700-クハ7900）共6加車輛引入至此線。在開始投入服務時，已經增設一人控制相應設備，基於交通無障礙法，設置了輪椅空間，同時改裝為2卡編成化。以下為東急時代轉換為十和田觀光電鐵的新舊編號對照：
MoHa7701、7702、7703 ← DeHa7704、7709、7711
KuHa7901、7902、7903 ← KuHa7904、7909、7911
7700系搭載了VVVF逆變器，成為日本首批VVVF車轉讓的例子。
7200系（MoHa7200形、MoHa7300形）
MoHa7204、MoHa7305
轉讓自東急的7200系（DeHa7211、DeHa7259），轉讓時已經被改裝。在2002年，引入了2架車輛。在開始投入服務時，與7700系同樣已經增設一人控制相應設備和輪椅空間等設施。該車輛改裝的最大特徴是兩邊均加裝駕駛席，在受電弓旁（後位）加設駕駛席。
在2014年6月，該車輛再轉讓給大井川鐵道。當初計劃在同年冬季開始行走。後來由於進行工程和各種申請被延誤下，於翌年2015年2月23日起開始行走。大井川鐵道引入2架車輛的費用中，車輛價格1,000萬日圓，運輸費900萬日圓，改裝費6,100萬日圓，合共8,000萬日圓。
MoHa3400形
MoHa3401
由帝國車輛製造。由公司訂購的車輛。成為東北地方鐵路公司中，首架全金屬車輛，於昭和30年引入當時被稱為「東北第一之豪華電動列車」。在2002年，該車輛被替代後便退下了火線。此車輛中擁有現役車輛少見的「巴士車窗」。
MoHa3600形
MoHa3603
在1990年，轉讓自東急的前DeHa3650形3655。在引入當初，車身塗裝使用了十和田觀光電鐵獨自的顏色。在2002年，該車輛被替代後便退下了火線，同時車身塗裝變更為東急時代的綠色。

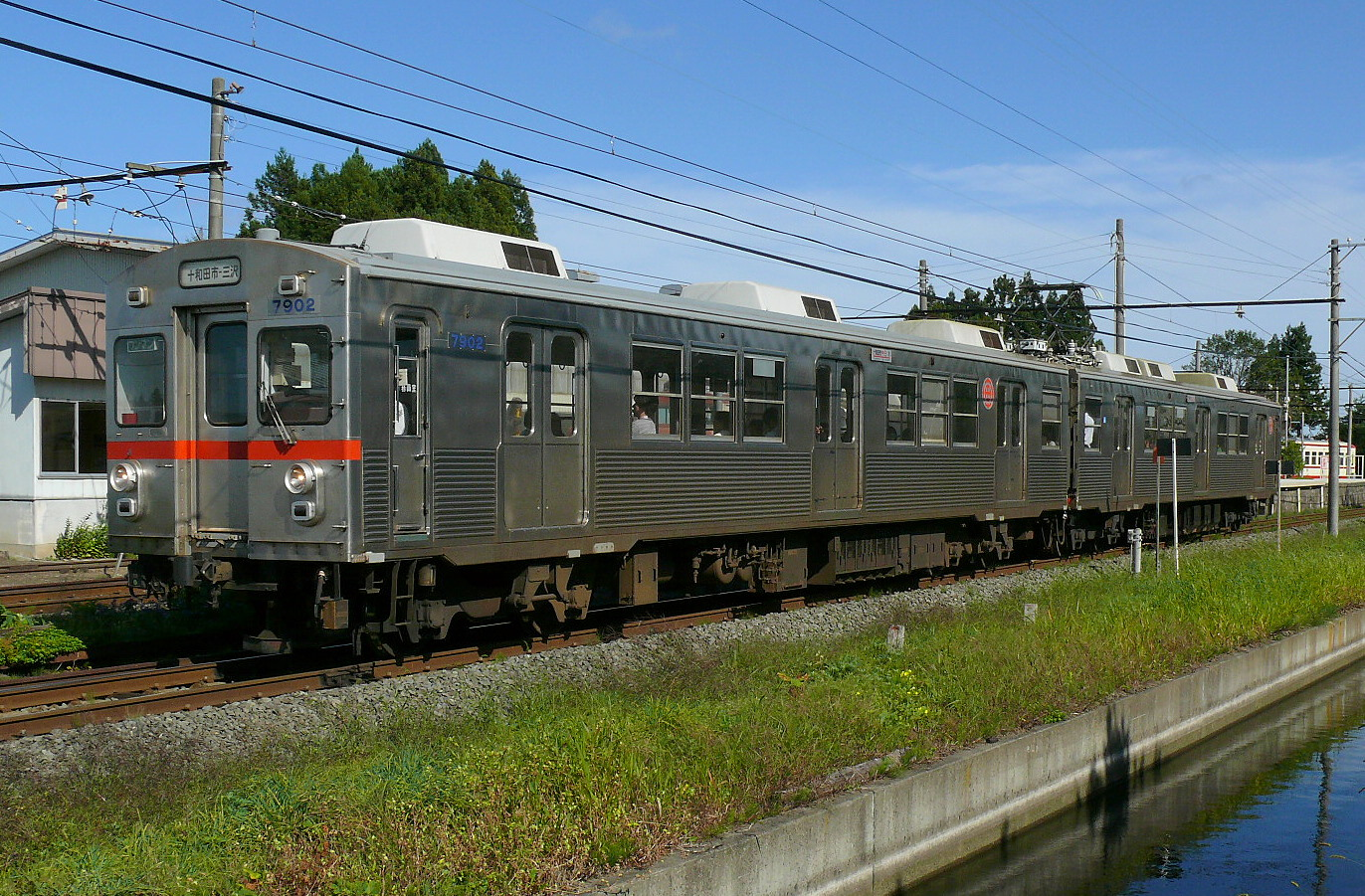
KuHa7900形靠近十和田市一方的2卡編成（2009年）
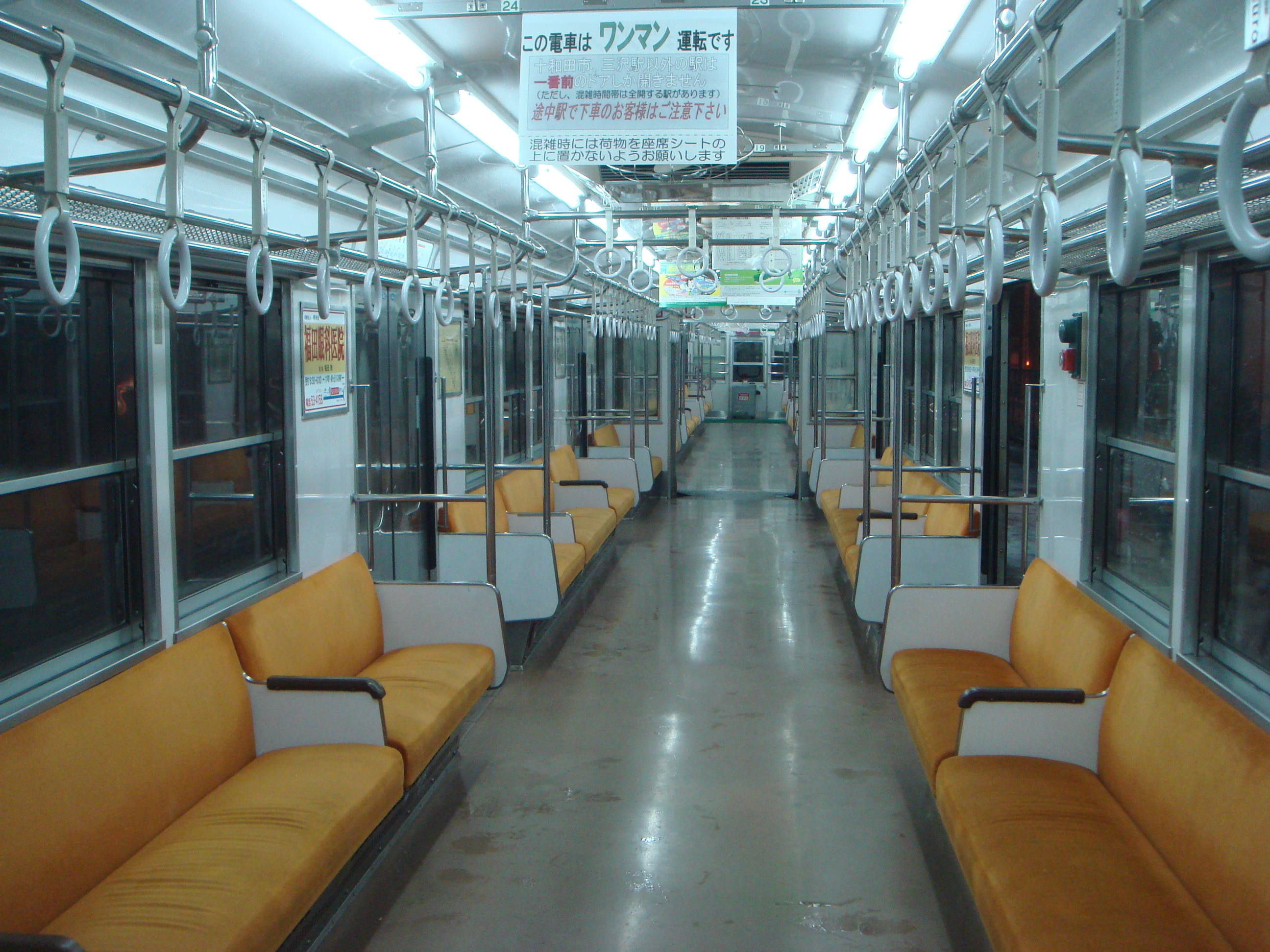
7700系車內（2008年）
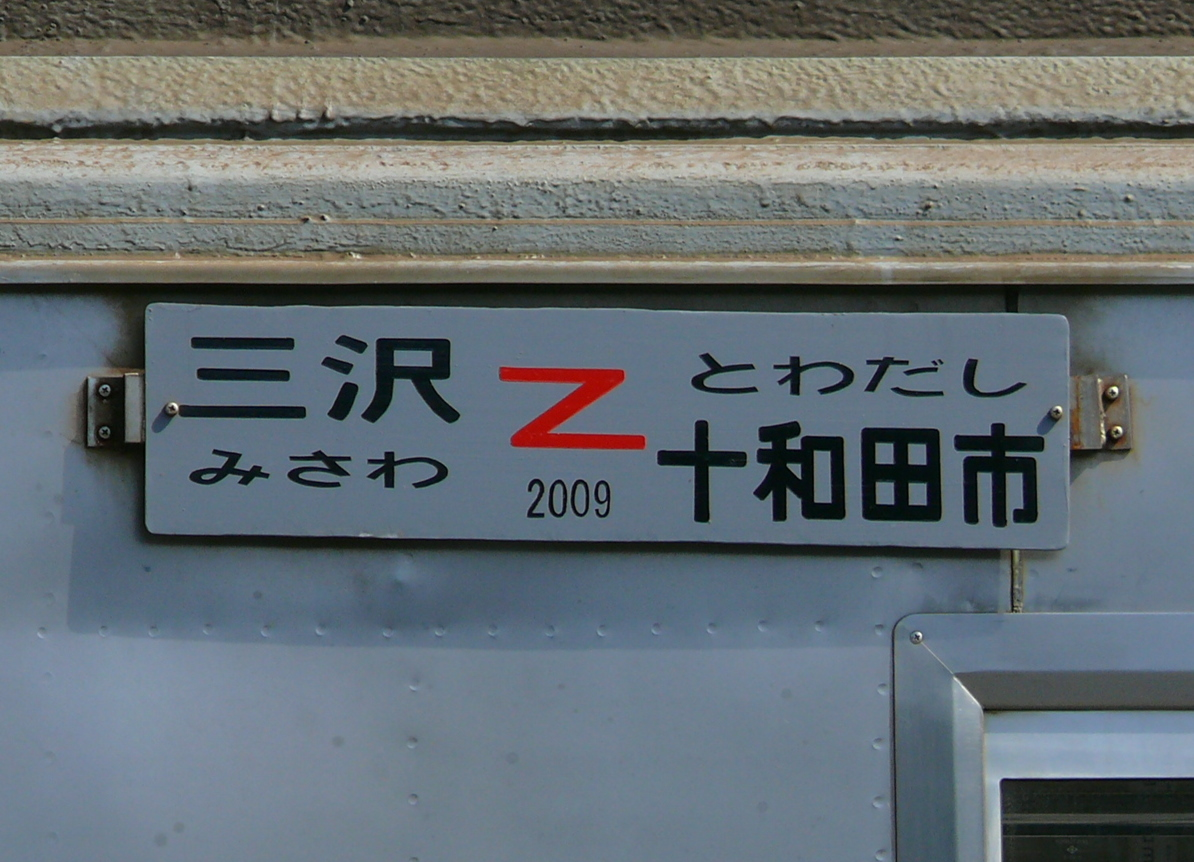
7700系車身上方的目的地牌（2008年）
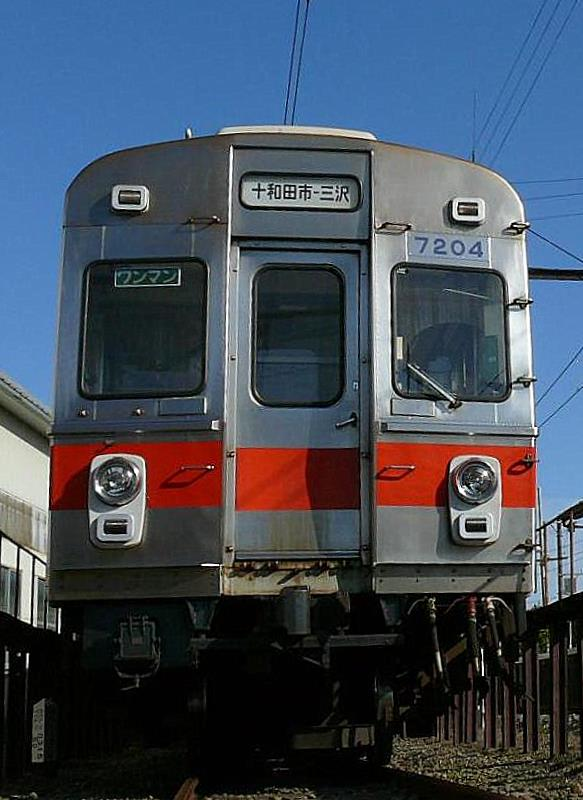
MoHa7204（2009年）
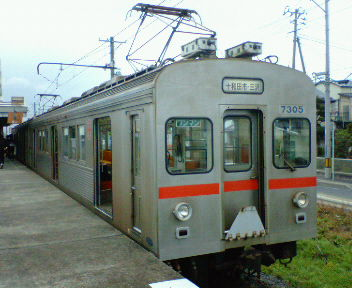
MoHa7305增設駕駛席（2006年）
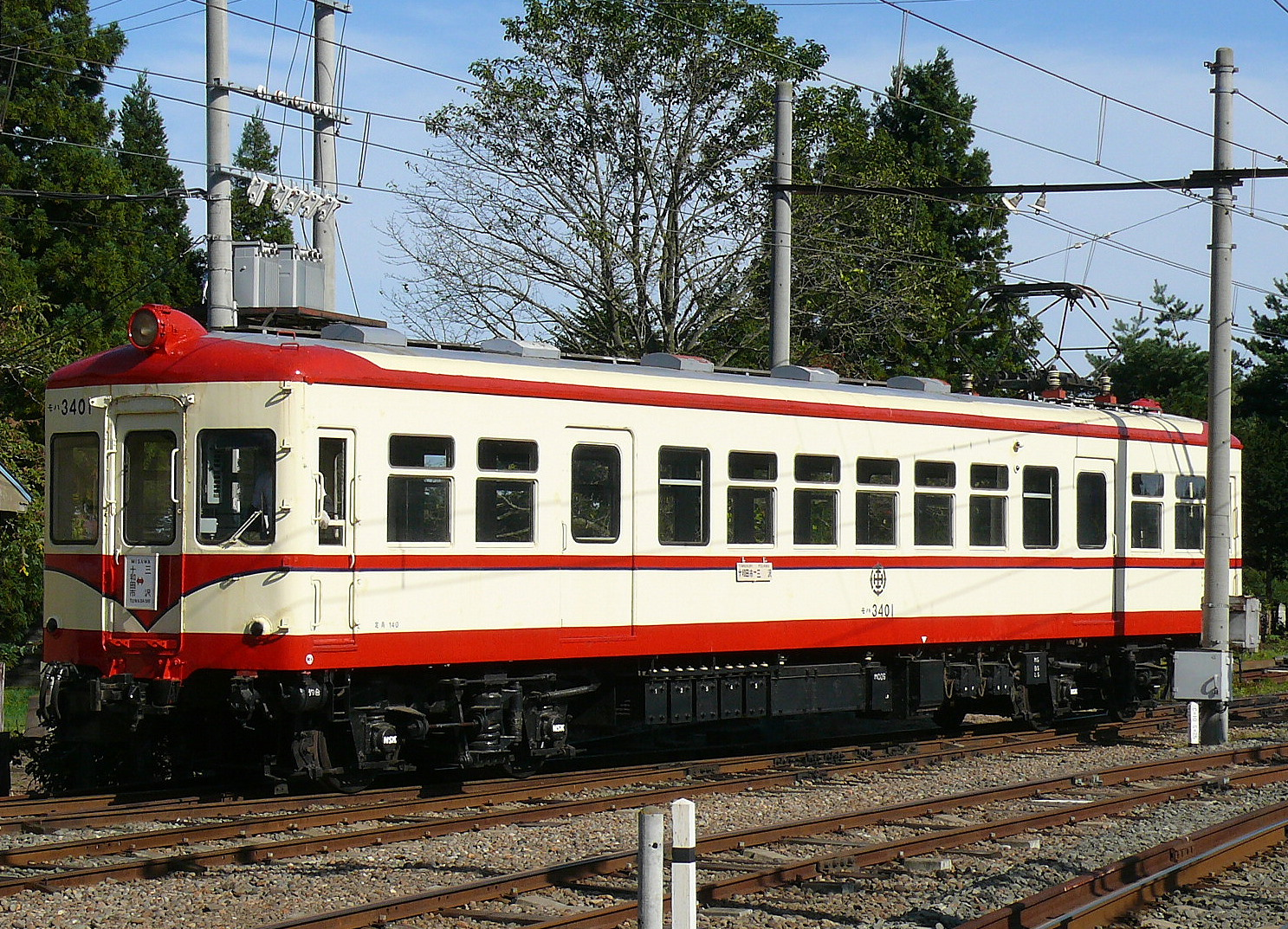
MoHa3401（2009年）
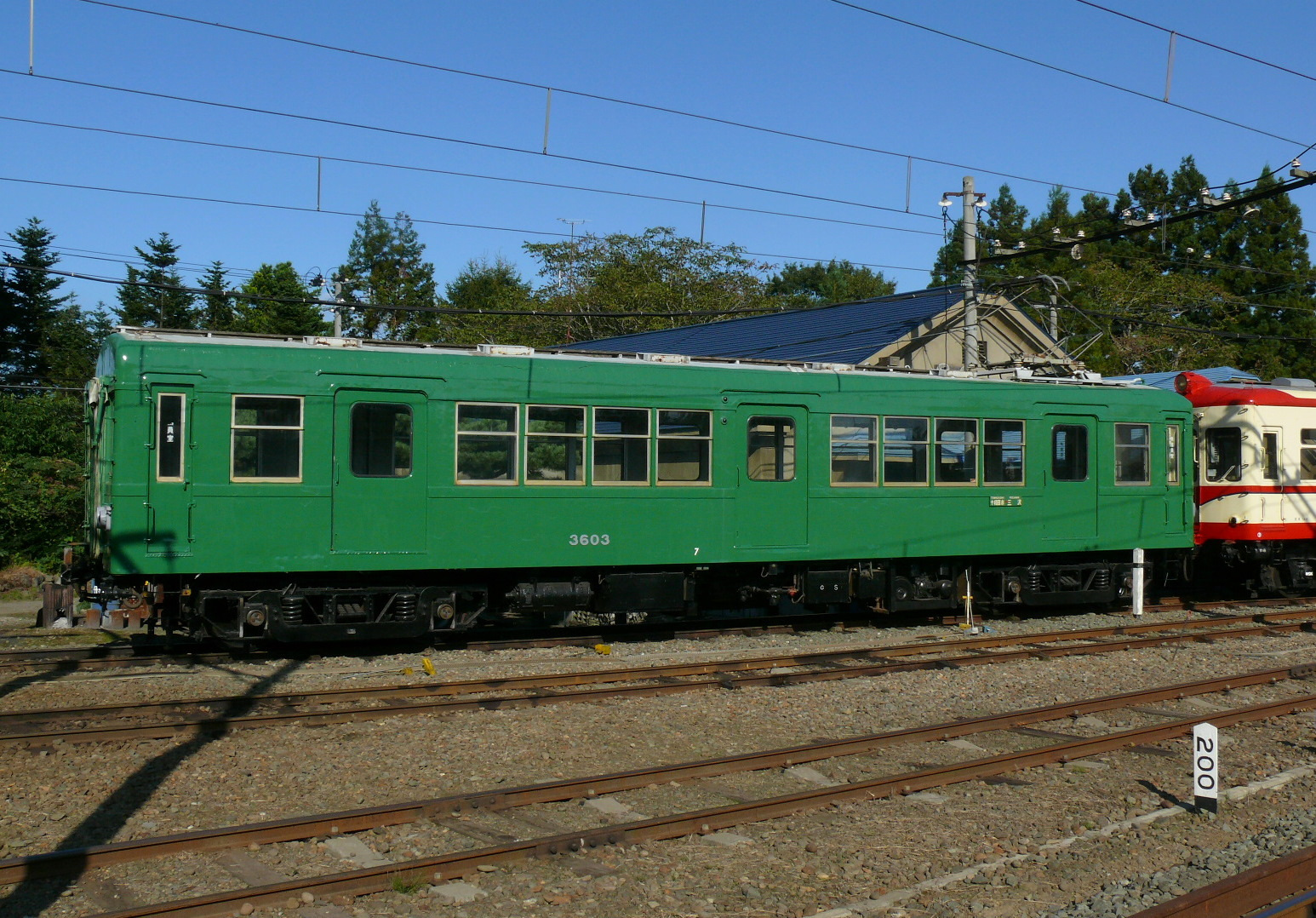
MoHa3603（2009年）
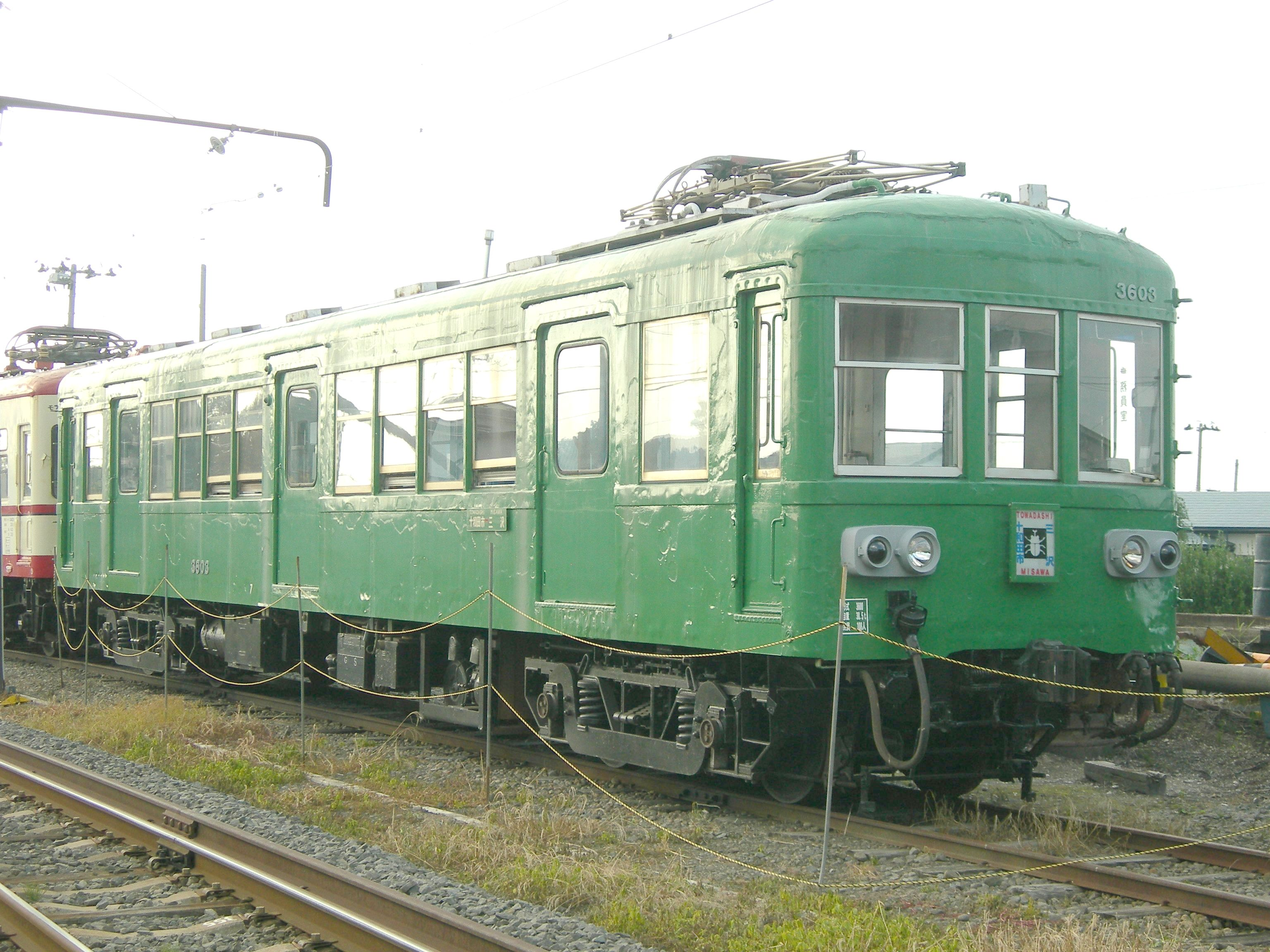
MoHa3603靠近三澤一方 （於七百車輛區內）

#### 電気機関車
ED300形
ED301
在1951年改軌距和電氣化時引入。由日立製作所製造，30公噸凸型電力機車。
ED400形
ED402
在1962年增備。由川崎車輛製造，35公噸凸型電力機車。

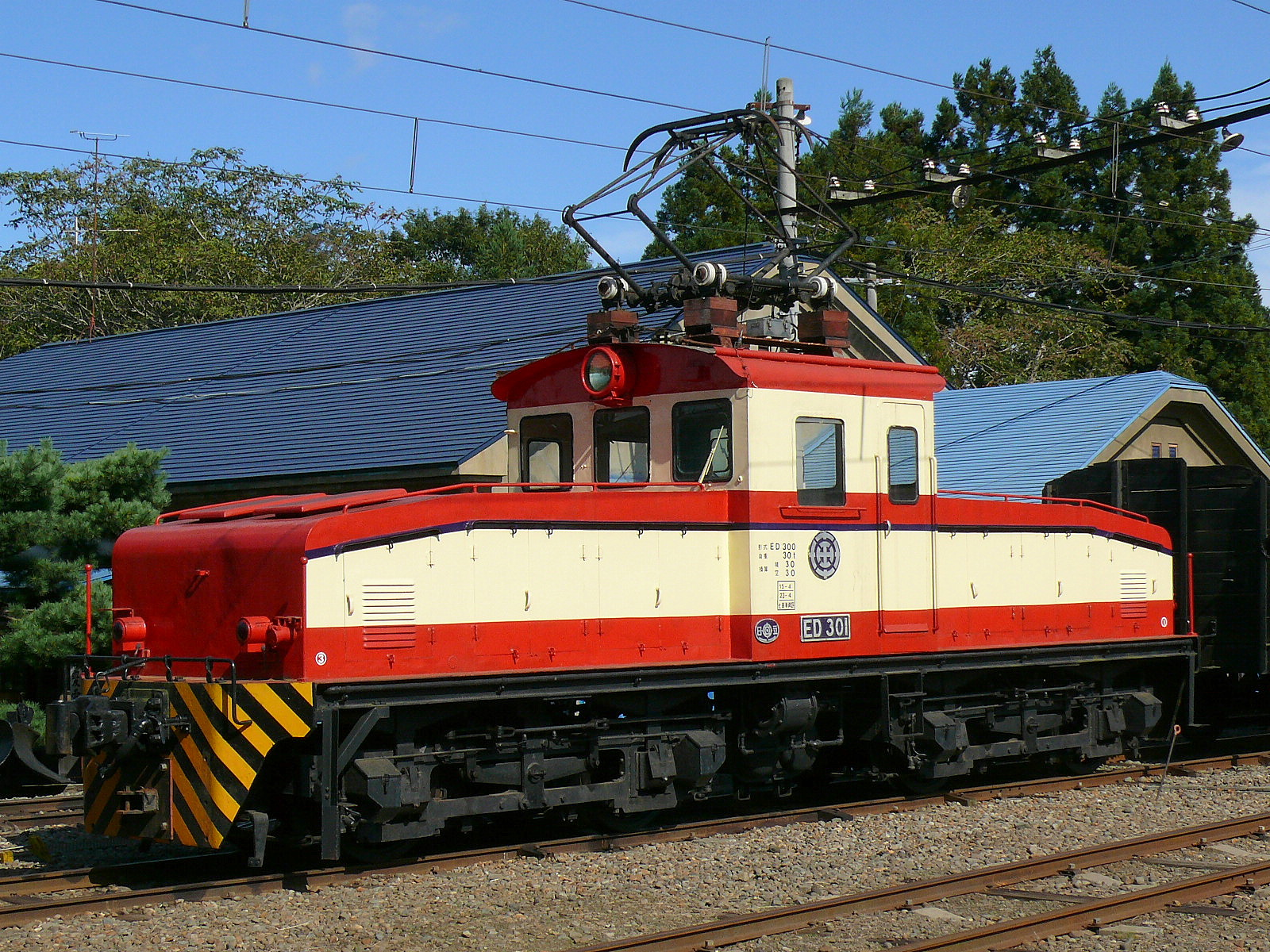
ED301（2009年）
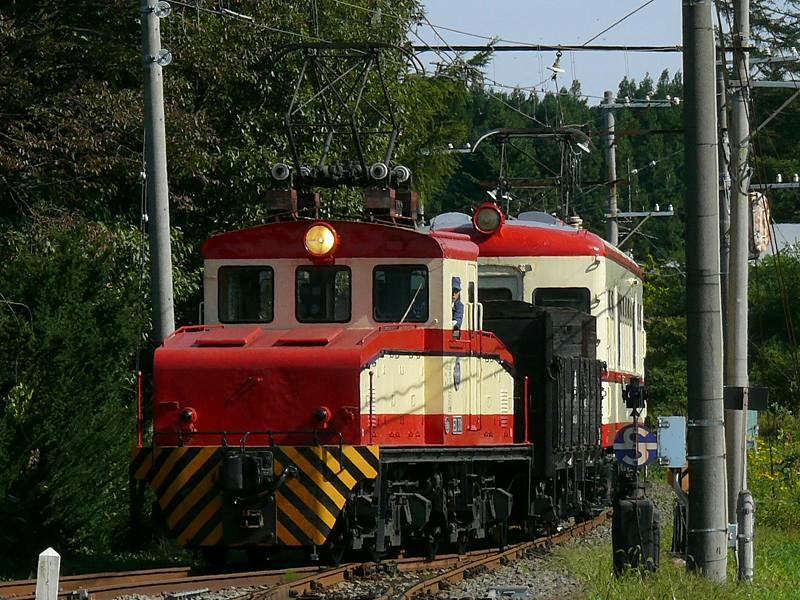
在舉行活動時或包車用作拍攝用途時行走的ED301。 （2009年）
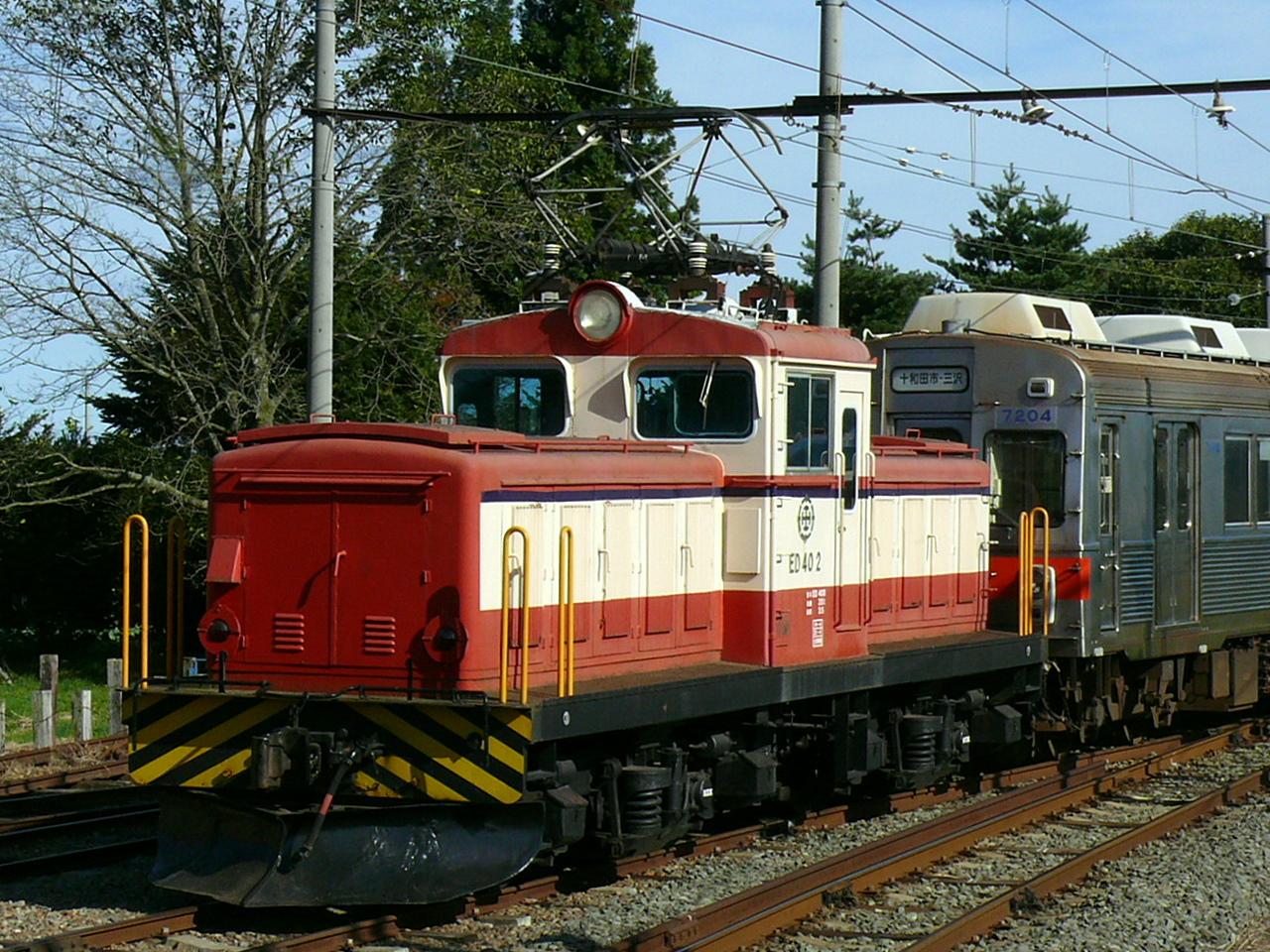
ED402（2006年）
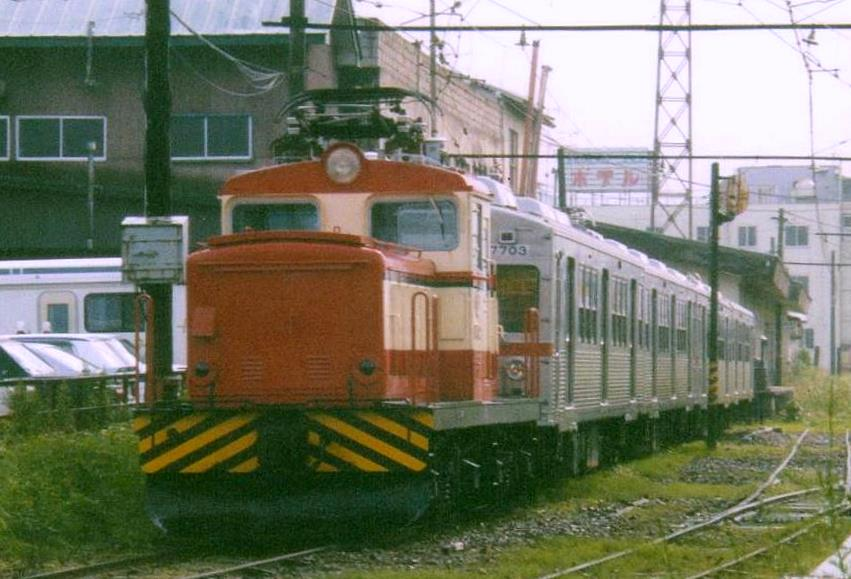
ED402牽引東急7700系電動列車進入舊十和田市站，7700系準備在線內服役。（2001年）

#### 貨車
ToRa300形
ToRa301、302
在1962年為了工程列車而引入的敞車。由川崎車輛製造，載重17公噸。與日本國有鐵道ToRa40000形同型號。

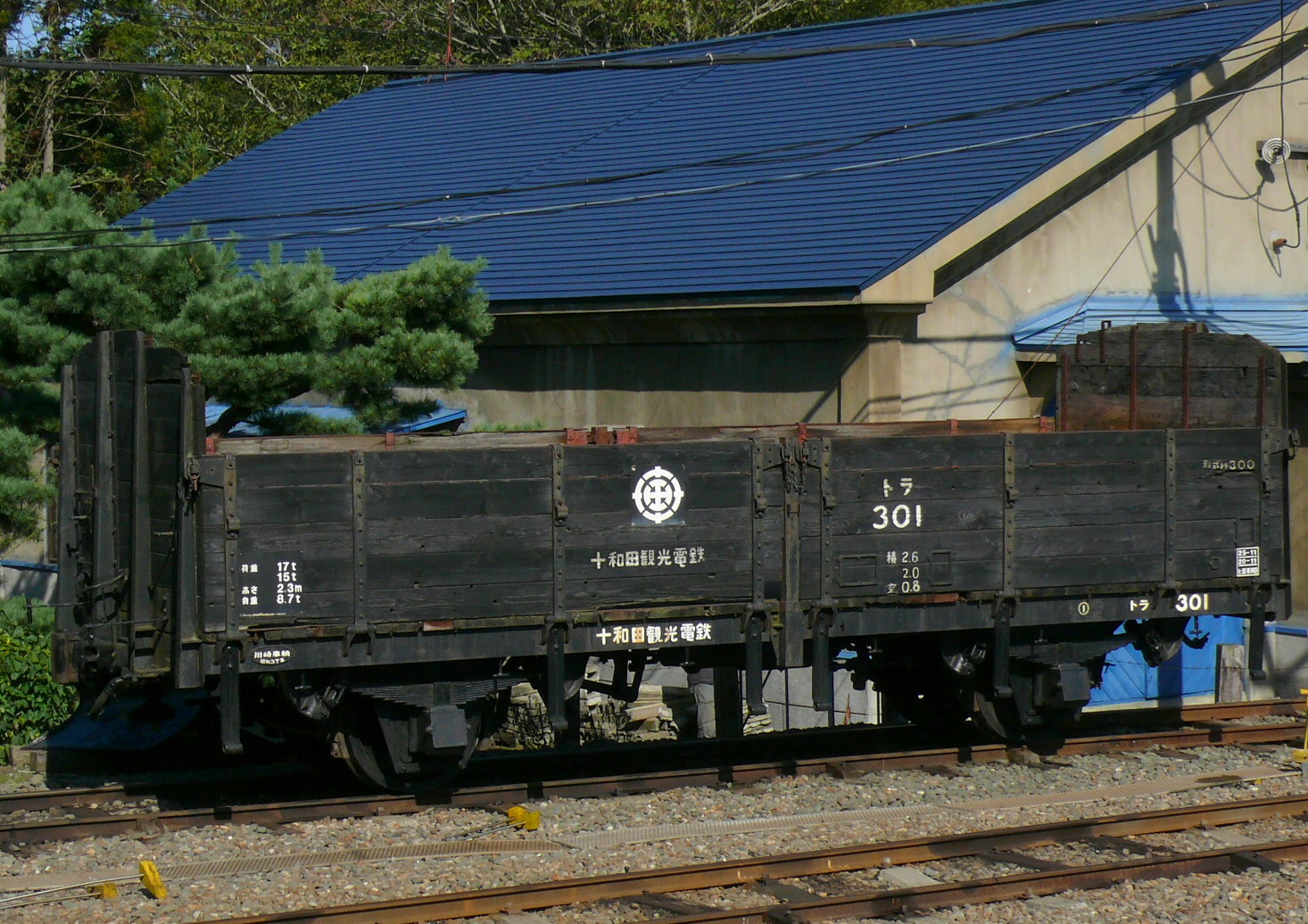
ToRa301　（2009年）
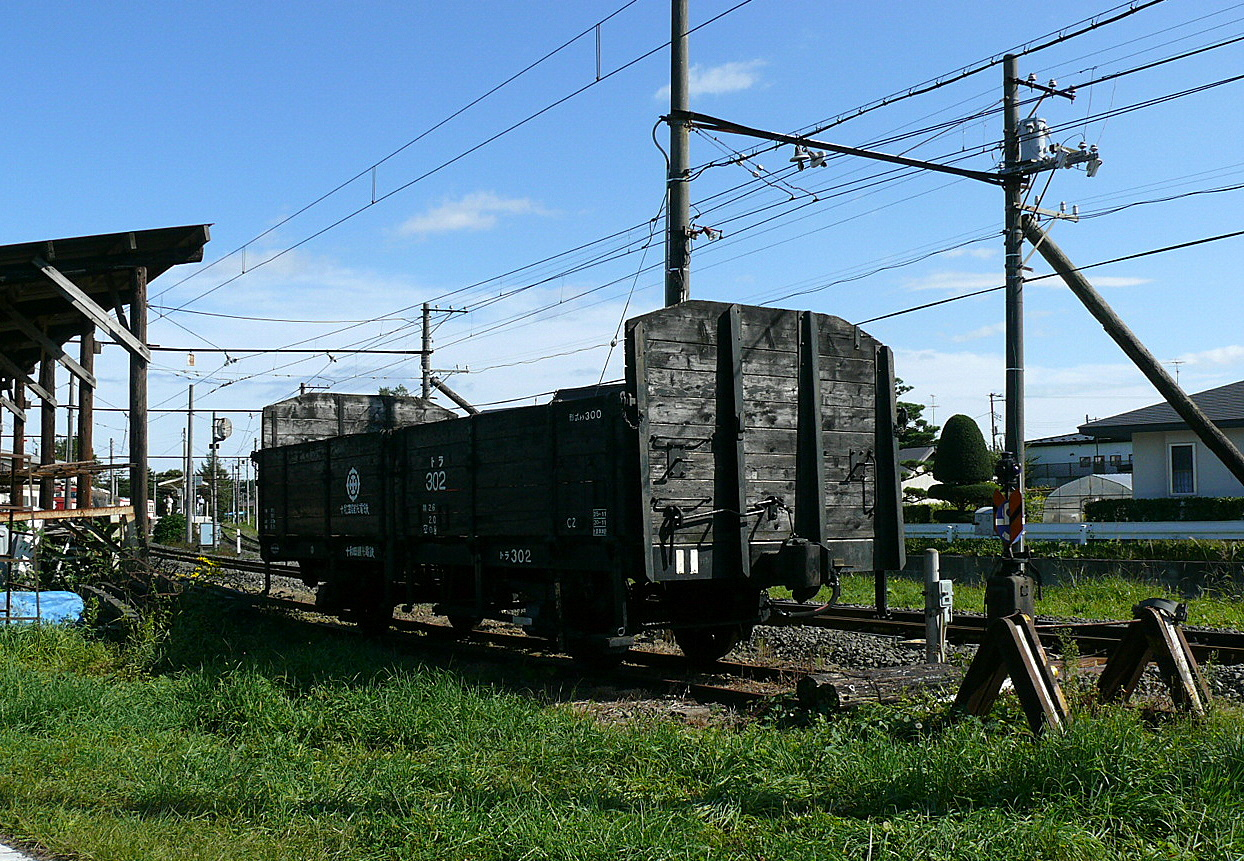
ToRa300形（302）一般停泊在七百站的側線。 （2008年）

### 改軌距、電氣化以後
有關廢線當時擁有的車輛可參見上一節。此節是在廢線前已經退役，同時在改軌距、電氣化以後所擁有的車輛。

#### 電動列車
MoHa2400形、KuHa2400形
MoHa2403、2405，KuHa2402、2404
在1951年改軌距和電氣化時，與ED300形同時引入。由日立製作所製造的電動列車。MoHa、KuHa車輛全長14.8米，兩邊都設有駕駛席。車頭/尾設有不能貫通的3個車窗，車身設有2道單門。當初車隊編號為2401、2402，後來於1958年改變為。在1968年發生列車正面相撞事故的影響，KuHa2402（第二代。前KuHa2401）於1970年退役。其餘3架在1981年引入MoHa3800形、KuHa3800形時被取代而退役。
KuHa4400形
KuHa4406
在1962年，引入ED400形、ToRa300形同時引入。由川崎車輛製造的控制車。與MoHa3400形使用同樣的外觀。只有方向板等細微地方有所不同。在2002年隨著有其他車輛取代而退役。
MoHa1200形、KuHa1200形
MoHa1207、KuHa1208
隨著運輸量增加加上1968年發生列車正面相撞事故後使車輛不足。在1970年，從定溪山鐵道（現時：定山鐵）轉讓電動列車，這些列車源自前年廢線的定山溪鐵道線。該車輛原本於1954年由日本車輛東京分店製造。在定山溪鐵道時代的編號為MoHa1201、KuHa1211。MoHa、KuHa車輛全長17.63米，兩邊都設有駕駛席。車頭/尾設有2個車窗（形狀如像湘南形），車身設有2道單門。在引入該車輛時，原來的右邊駕駛席改為左邊。隨著引入MoHa3600形和KuHa3802，車輛於1990年退役。
MoHa3800形、KuHa3800形
MoHa3809、3811、KuHa3810、3802
MoHa3800形是在1981年從東急DeHa3800形轉讓過來，東急時代的車隊編號為3801、3802。在轉讓之際，3801的非受電弓一方，3802的兩方使用了DeHa3450形廢車零件用作裝設駕駛席機器，變成兩個駕駛席。
KuHa3800形是轉讓自前東急SaHa3850形。東急時代的車隊編號為3855、3861。兩架車輛只有單邊駕駛席。3810和MoHa3800形在1981年開始服役。3802和MoHa3600形在1989年に入線開始服役。
兩個型號的車頭/尾都可貫通。車身設有3道單門。在2002年，隨著其他車輛取代，便把4架車輛退役。

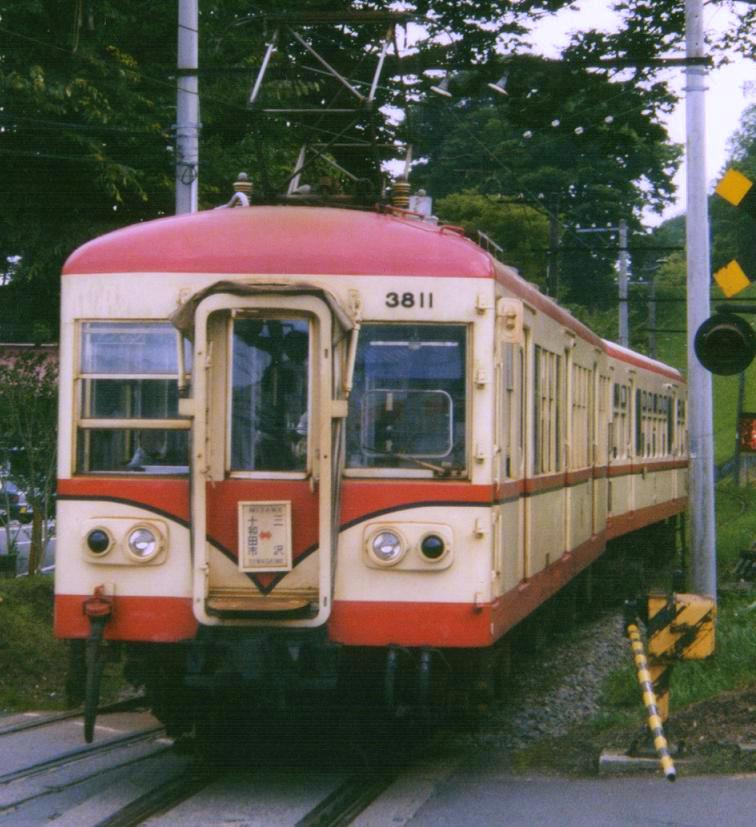
MoHa3811（2001年）
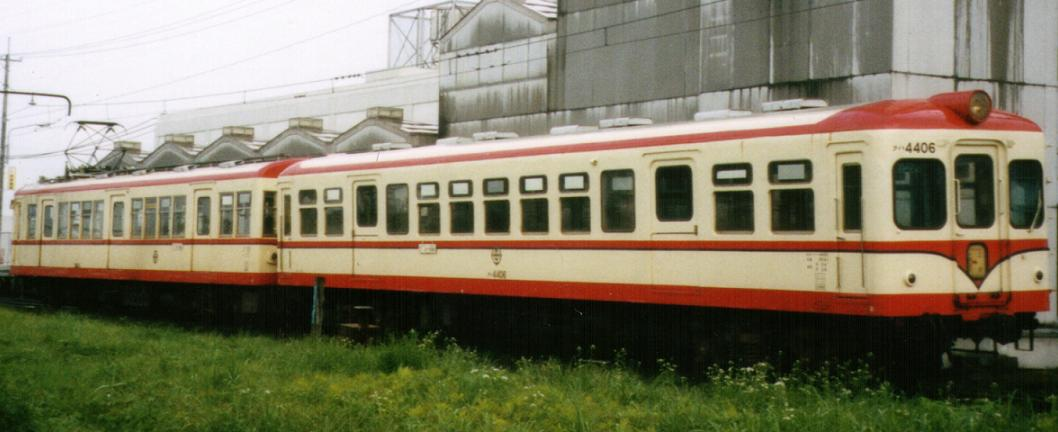
MoHa3811和KuHa4406（2001年）

#### 貨車
ToMu100形
ToMu101、102
ToMu200形
ToMu203
Wa100形
Wa101、102
WaMu100形
WaMu101、102：在1952年3月，從國鐵WaMu1形（WaMu883, 1209）轉譲過來。
WaMu1形
WaMu1、102

### 762毫米時代
如沒有特別注明，所有車輛在1951年6月改變軌距時被退役，這些車輛均被解體。

#### 汽油列車
所有汽油列車使用汽油駛動。
KiHa101
在1930年由松井車輛製作所（松井車輛）製造，只有一邊車頭的列車。在新製當初，車型編號為KiHa1，在1932年改變為KiHa101。在戰時由於燃料短缺而把引擎撤走，變成一架客車。
KiHa102
在1930年由雨宮製作所製造的轉向架車。在戰時由於燃料短缺而把引擎撤走，變成一架客車。後來在1949年再次搭載引擎。
KiHa103
在1935年由日本車輛東京分店製造的轉向架車。車頭設有行李架。與仙北鐵道KiHa1、2（後來為KiHa2401、2402）屬同款設計。

#### 蒸氣機車
所有蒸氣機車的機車軸式都是C。這些機車都是水箱機車。
C121
在開業引入的機車，在1921年由雨宮製作所製造，重12公噸。在開業前用作建設路線作業。編號當初為1，於1942年改為C121。戰後再沒有使用。
C122
在開業引入的機車，在1922年由O&K製造（公司德文全名：Orenstein & Koppel OHG），重12公噸。編號當初為2，於1942年改為C122。
C123
在1926年，為了增強運輸力而增備該機車。在1925年由O&K製造。比C122重0.3公噸至12.3公噸。與其他C122一樣，編號當初為3於1942年改為C123。
C154
在1944年戰時，為了增強運輸力和燃料問題使需要取代汽油列車而增備。在1943年由立山重工業製造，重15公噸。
C155
在戰時中由於當時的機車過度使用而出現疲態。在1946年從日本製鐵釜石製鐵所轉讓了M155。該機車在1935年由本江機械製作所（後來：立山重工業）製造，重15公噸。

#### 客車
在1949年，所有型號一同變更（以下為變更後的型號）。
RoHaFu1、HaFu1、2
在開業之際引入的客車。由日本車輛東京分店製造的木製轉向架車。RoHaFu是2和3等車廂。HaFu是3等車廂。型號方面，RoHaFu當初為FuKeHoRoHa，HaFu當初為FuKeHoHa。
RoFu1、HaFu3、4
在1925年向日本車輛東京分店增購。車長增加1呎（約30.5厘米）。RoFu為2等車廂。型號方面，RoFu當初為FuKeHoRo。

#### 貨車
與客車同樣，1949年把所有型號一同變更（以下為變更後的型號）。所有負載均為6噸。
To1 - 5、ToFu1 - 3
在開業之際引入的貨車。在1922年由雨宮製作所製造的轉向架敞車。在開業前用作建設路線作業。型號方面，To當初為HoTo，ToFu當初為FuHoTo。HoTo2（To2）在1947年7月5日發生火警而被燒毀。其他車輛在1951年5月30日退役。
Wa1 - 4
在開業之際引入的貨車。在1922年由日本車輛東京分店製造的轉向架篷車。型號方面，Wa當初為KoKeHoWa。
Chi1、2、ToFu6、7
在1925年由日本車輛東京分店製造的轉向架敞車。Chi同時用作平車。型號方面，Chi當初為KekoOChi，ToFu當初為KeFuHoTo。
Wa5
在1942年由東亞工作所製造的轉向架篷車。型號方面，Wa當初為KoKeHoWa。

## 鐵路廢除後的替代巴士
在2012年4月1日起，十和田觀光電鐵開設了行走於十和田市站至三澤站之間的巴士路線，以取代鐵路服務。替代巴士可前往十和田市站和三澤站的所在城市的中心地點。使此路線可避免在鐵路時代需要轉換的情況，此路線可一程到達兩城的中心。同時，車費也由於不需轉乘鐵路與巴士而平宜了。
只外，為了早上和黃昏時段的上下學需要。開設了行走於三農校前至三澤之間，途經七百繞道的班次（不途經古里、七百、柳澤和大曲，事實上為通過這些車站）。也為了青森縣立三本木高等學校·附屬中學的上學需要（在廢線前，學生需要從周邊的三澤市、六戶町乘坐鐵路前往十和田站，然後轉乘巴士前往該校），設有巴士班次於該校正門前到發。
另外，該路線的「北里大學通」巴士站取代了「北里大學前站」，「大曲試驗場」取代了「大曲站」。
位於鐵路線終點站「十和田市站」之巴士站於2016年3月26日時間表修正中廢除。

## 其他
- 在三澤站至大曲站之間，設有一條連接至東北本線（現時：青森鐵道線）的聯絡線，該聯絡線用作貨運列車進出此線之用。而該聯絡線和連接三澤站本線之間，設有路軌圍繞古牧温泉，後來被撤走。在結束貨運業務後，只會在甲種輸送時使用。
- 在冬季以外，回廠列車會在三澤站至七百站之間行走，並變成一架拍攝用的包車。行走日子會在鐵路迷的網站中發布。
- 曾經停靠三澤站的東北本線（當時）特急列車中，當廣播轉乘十和田觀光電鐵線的資訊時，設有英語自動廣播的車輛在說出此鐵路線的英文名字中，不同鐵路公司的車輛各有不同。JR東日本E751系電動列車的英語自動廣換稱呼此鐵路線為「Towada-Kanko Line」，而JR北海道的789系電動列車的英語自動廣換稱呼此鐵路線為「Towada-Sightseeing-Electric-Railway Local-Line」。

## 注腳
1. ↑  十和田観光電鉄廃線決定　来年4月、路線バスに転換 （页面存档备份，存于）（日語）（河北新報 2011年10月12日）
2. 1 2 3  . 朝日新聞.   [2011-10-07]. （原始内容存档于2012-06-14） （日语）.
3. 1 2  . 日本經濟新聞.   [2011-10-11]. （原始内容存档于2012-03-19） （日语）.
4. 1 2  十和田観光電鉄線の鉄道事業休止届出書の提出についてPDF（日語） - 十和田觀光電鐵，2012年1月24日。
5. 1 2  十和田観光電鉄株式会社の鉄道事業を廃止する届出及び本届出に係る公衆の利便確保に関する意見の聴取についてPDF（日語） - 東北運輸局新聞稿，2012年1月24日
6. 1 2  十和田観光電鉄線の鉄道事業廃止届出書の提出についてPDF（日語） - 十和田觀光鐵鉄官網，2012年1月24日。
7. ↑  鉄道事業の廃止届に係る廃止の日の繰上げの是非の通知についてPDF（日語） - 東北運輸局新聞稿，2012年3月7日
8. 1 2  十和田観光電鉄線の鉄道事業廃止繰上届出書の提出についてPDF（日語） - 十和田觀光電鐵，2012年3月14日
9. 1 2  十和田観光電鉄株式会社の鉄道事業の廃止日を繰り上げる届出についてPDF（日語） - 東北運輸局新聞稿，2012年3月14日
10. 1 2  「地方鉄道運輸開始」《官報》1922年9月7日（日語）（國立國會圖書館數碼化收藏）
11. 1 2 3 4 5 6 7 8 9 10 11 12 13 14  “特集 希望の軌道”. 廣報三澤 2012年4月号 (三澤市) (2012年4月).
12. ↑  . 朝日新聞.   [2013-07-28]. （原始内容存档于2022-02-08） （日语）.
13. ↑  十和田観光電鉄線の駅一覧 （页面存档备份，存于）（日語） - 鐵道地圖検索（各站地圖表示），2014/03/22參閲
14. 1 2  「大井川鉄道に旧東急７２００系２両　今冬デビュー見込み」 （页面存档备份，存于） - 靜岡新聞NEWS，2014年6月22日
15. ↑  . マイナビニュース. 2015-02-23  [2015-04-08]. （原始内容存档于2015-09-17） （日语）.

## 外部連結
- 十和田觀光電鐵 （页面存档备份，存于）（日語）
- Railfan十鐵 （页面存档备份，存于）（日語）